# Tosin Oke
Tosin Oke (* 1. Oktober 1980 in London) ist ein nigerianisch-britischer Dreispringer.
Der Doppelstaatler wuchs in London und Lagos auf. Zwei Jahre nachdem er mit dem Dreisprung begonnen hatte, siegte er bei den Junioreneuropameisterschaften 1999 in Riga.
2002 wurde er für England startend Fünfter bei den Commonwealth Games in Manchester. Bei den Europameisterschaften in München erreichte er das Finale, blieb dort aber ohne gültigen Versuch. Aufgrund der starken innerbritischen Konkurrenz (Jonathan Edwards, Onochie Achike, Phillips Idowu und Nathan Douglas) blieben ihm weitere Einsätze bei internationalen Großereignissen verwehrt. Nachdem ihn der Verband 2007 selbst nach einer Verbesserung auf 16,86 m nicht für die Weltmeisterschaften in Ōsaka nominierte, reifte der Entschluss, für sein anderes Heimatland anzutreten.
Von 2009 ab startete er für Nigeria. Bei den Weltmeisterschaften in Berlin schied er in der Qualifikation aus. Im Jahr darauf siegte er bei den Afrikameisterschaften in Nairobi und bei den Commonwealth Games in Delhi. 2011 gewann er nach einem weiteren Vorrunden-Aus bei den Weltmeisterschaften in Daegu bei den Panafrikanischen Spielen in Mabuto.
2012 verteidigte er bei den Afrikameisterschaften in Porto Novo seinen Titel und wurde Siebter bei den Olympischen Spielen in London.
2014 gewann er sowohl bei den Commonwealth Games in Glasgow als auch bei den Afrikameisterschaften in Marrakesch die Silbermedaille im Dreisprung.
Tosin Oke ist 1,79 m groß und wiegt 77 kg. Von 2004 bis 2008 wurde er von John Herbert trainiert, danach wie schon in seiner Jugend von Guy Spencer.

## Bestleistungen
- Dreisprung: 17,23 m, 20. Juni 2012, Calabar
  - Halle: 16,89 m, 20. Februar 2010, Birmingham